# Franchevelle
 Franchevelle  es una población y comuna francesa, situada en la región de Franco Condado, departamento de Alto Saona, en el distrito de Lure y cantón de Lure-Nord.

## Demografía
| 262 | 264 | 242 | 233 | 296 | 310 | 333 |
| Para los censos de 1962 a 1999 la población legal corresponde a la población sin duplicidades (Fuente: INSEE [Consultar]) |     |     |     |     |     |     |